# Ottico

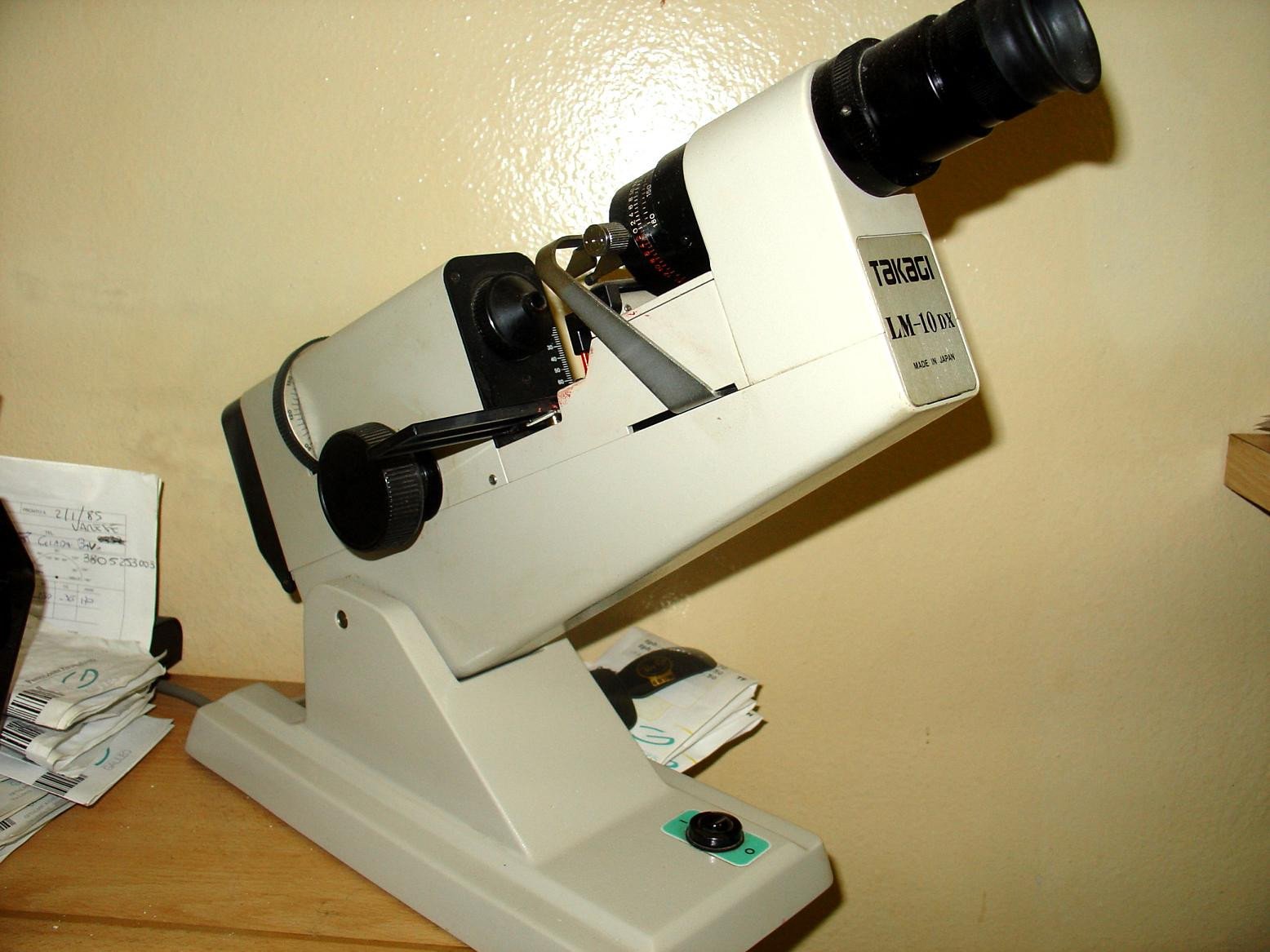
Frontifocometro a visione diretta

L'ottico, in Italia, è una professione 
con funzioni articolate. Con il termine ottico si intende l'abilitato in ottica oftalmica. Lo scopo professionale principale ed esclusivo è fabbricare e/o assemblare "dispositivi medici su misura" (più in basso sono elencate le altre competenze).
Per poter preparare i dispositivi medici su misura, l'ottico dev'essere in possesso di specifico diploma di abilitazione, conseguita dopo lo specifico esame di Stato (non si confonda questo esame con il più comune esame di Stato della scuola secondaria, ex Maturità), a seguito di un percorso formativo quinquennale nella scuola secondaria superiore (istituti statali o parificati) o posteriore alla scuola secondaria (programma biennale in istituti a conduzione privata con autorizzazione regionale).
in Italia ci sono centri ottici in attività continuativa sin dal XIX secolo. La prima regolamentazione inquadra l'ottico come “arte ausiliaria delle professioni sanitarie” secondo il R.D. n. 1334 (proposto dal governo Mussolini, firmato da Vittorio Emanuele III di Savoia nel 1928; e inserito nel Testo Unico delle leggi sanitarie del 1934, per varie parti ancora vigente per varie figure sanitarie). All'articolo 12 si specifica: "Gli ottici possono confezionare, apprestare e vendere direttamente al pubblico occhiali e lenti, soltanto su prescrizione del medico, a meno che si tratti di occhiali protettivi o correttivi dei difetti semplici di miopia e presbiopia, esclusi l'ipermetropia, l'astigmatismo e l'afachia. È in ogni caso consentito ai suddetti esercenti di fornire direttamente al pubblico e riparare, anche senza prescrizione medica, lenti ed occhiali, quando la persona che ne dà la commissione presenti loro le lenti o le parti delle medesime di cui chiede il ricambio o la riparazione. È del pari consentito ai suddetti esercenti di ripetere la vendita al Pubblico di lenti od occhiali in base a precedenti prescrizioni mediche che siano conservate dall'esercente stesso, oppure esibite dall'acquirente." Come si nota, tale normativa configura un duplice ruolo: su prescrizione del medico oculista per difetti di vista implicitamente "complessi", oppure in autonomia per difetti di vista "semplici". Dal 1928, si sono aggiunte varie normative nel 1998, 2004, 2018 di prevalente interesse per gli operatori.
L'attività di ottico rispetta la direttiva europea sulla produzione e fornitura dei dispositivi medici, e assume solitamente la qualificazione di "fabbricante e assemblatore di dispositivi medici su misura", tuttavia la normativa è in evoluzione con la nuova direttiva, parzialmente attiva e che entrerà in completo vigore nel 2020.
Le competenze dell'ottico sono in evoluzione, con una nuova normativa (2018-19). Generalmente parlando, al termine del corso di studi l'ottico è in grado di:
1. Realizzare qualsiasi ausilio ottico (occhiali, lenti a contatto, sistemi ottici) nel rispetto della normativa vigente che ne sancisce l'esclusiva.[6]
2. Esaminare la visione di una persona e definire autonomamente la correzione per i difetti semplici di miopia e presbiopia.
3. Assistere tecnicamente il cliente, nel rispetto della prescrizione, nella selezione della montatura e delle lenti oftalmiche sulla base delle caratteristiche fisiche, dell'occupazione e delle abitudini.
4. Informare il cliente sull'uso e sulla corretta manutenzione degli ausili ottici forniti (occhiali, lenti a contatto).
5. Misurare i parametri anatomici del paziente necessari all'assemblaggio degli ausili ottici (occhiali, lenti a contatto, sistemi ottici).
6. Utilizzare macchine per sagomare le lenti e assemblarle nelle montature, secondo i parametri di centraggio e in base alla propria conoscenza professionale.
7. Compilare e firmare il certificato di conformità degli ausili ottici nel rispetto delle norme vigenti.
8. Aggiornare le proprie competenze relativamente alle innovazioni scientifiche e tecnologiche, nel rispetto della vigente normativa.

Poiché l'ottico abilitato è l'unico in Italia autorizzato alla vendita dei dispositivi medici ottici, la sua presenza è richiesta in ogni punto vendita del settore per l'intero orario di apertura.
A Longarone (BL) è presente l'Istituto Italiano per la Certificazione dei Prodotti Ottici, Certottica, che grazie all'esperienza è leader nel rilascio di attestati di conformità per la certificazione CE dei prodotti ottici.

## Elementi di storia dell'Ottica oftalmica
La storia dell'uso delle lenti per "veder bene" e della professione dell'ottico (oftalmico, ossia "per gli occhi") ha superato i 700 anni. Le prime tracce dell'uso di lenti ustorie sono del 423 a.C. nella commedia Le nuvole di Aristofane. Tuttavia l'uso di lenti per migliorare visione tarda molto, fino al XII secolo e non si conosce un vero "inventore" né il luogo preciso. Nel XIII secolo si posiziona un riferimento simbolico per l'invenzione degli occhiali (anno 1286) grazie a un sermone di un commiato in un convento di Pisa. La Repubblica di Venezia nel 1305 regolamenta precisamente la professione dei christalleri, segno di una diffusione di quest'attività. Nel XV secolo si attesta la consuetudine dell'uso di occhiali negativi ("da la dilonga" ossia da lontano, o da miope) oltre ai già comuni occhiali positivi ("da presso" ossia da vicino o da presbite).
Nei secoli l'uso di lenti per correggere i difetti visivi è variamente osteggiato, anche dalla professione medica, che preferisce altre strategie di trattamento causale. Si veda ad esempio la divulgazione di A. Scarpa in Igiene degli occhi del 1826.
Secondo Cappa (2004), la legge che regolamenta l'ottico in Italia (il citato R.D. 1334 del 1928) attribuisce agli ottici un ruolo che era già loro proprio sin almeno dal Rinascimento, e introduce probabilmente alcune limitazioni operative non presenti precedentemente.

## Ottica e Optometria
Ottica (oftalmica, ossia per gli occhi) e Optometria formano un ambito storicamente unitario ma operativamente differenziato nella maggioranza degli stati. La pratica dell'ottica è storicamente precedente. La pratica dell'optometria prende forma tra la fine del XIX e inizio del XX secolo e tende a implicare una formazione terziaria o universitaria, più legata alla visione e agli effetti visivi dei dispositivi. Nell'essenza le due professioni di ottico e optometrista differiscono per la possibilità di effettuare misure sulla persona o meno. L'ottico regolamentato in Italia ha le varie competenze già citate, incluso l'esame della refrazione o misurazione della vista, seppur con limitazioni; pertanto, l'ottico è capace di svolgere alcune funzioni di optometria (talvolta sensatamente ma impropriamente per la normativa è definito ottico-optometrista). L'ottico operativo in Italia va differenziato dal dispensing optician dei paesi anglofoni (che non svolge esami visivi sulla persona, ma è più strettamente un ottico "fornitore"). L'optometrista ha formazione specifica.
L'ambito tende ad essere indipendente oppure inquadrato come scienze in genere o scienze della salute o della vita.
Nel 2018 è stato attivato dalla quasi totalità delle associazioni professionali nazionali un Registro per Optometristi e Ottici (TiOpto) per migliorare in Italia l'attività delle due professioni.

## In Europa
In Europa la professione di ottico ha varie declinazioni, per titoli, formazione e operatività. Le associazioni europee sono due, una con tipologia professionale, European Council of Optometry and Optics ECOO e l'altra di natura scientifica, European Academy of Optometry and Optics EAOO.
In Europa, la professione di ottico è diffusa e solitamente differenziata da quella di optometrista, oppure può essere unita come ottico-optometrista a seguito di specifici percorsi formativi.
Condivisi a livello europeo, esistono due syllabus di riferimento per i contenuti formativi, le abilità e le competenze: ottico e optometrista.

## Nel mondo
Ottica e optometria sono rappresentate a livello mondiale del World Council of Optometry WCO. Il WCO è membro dell'Organizzazione Mondiale della Sanità.